# Ferdinand Friedrich Faber

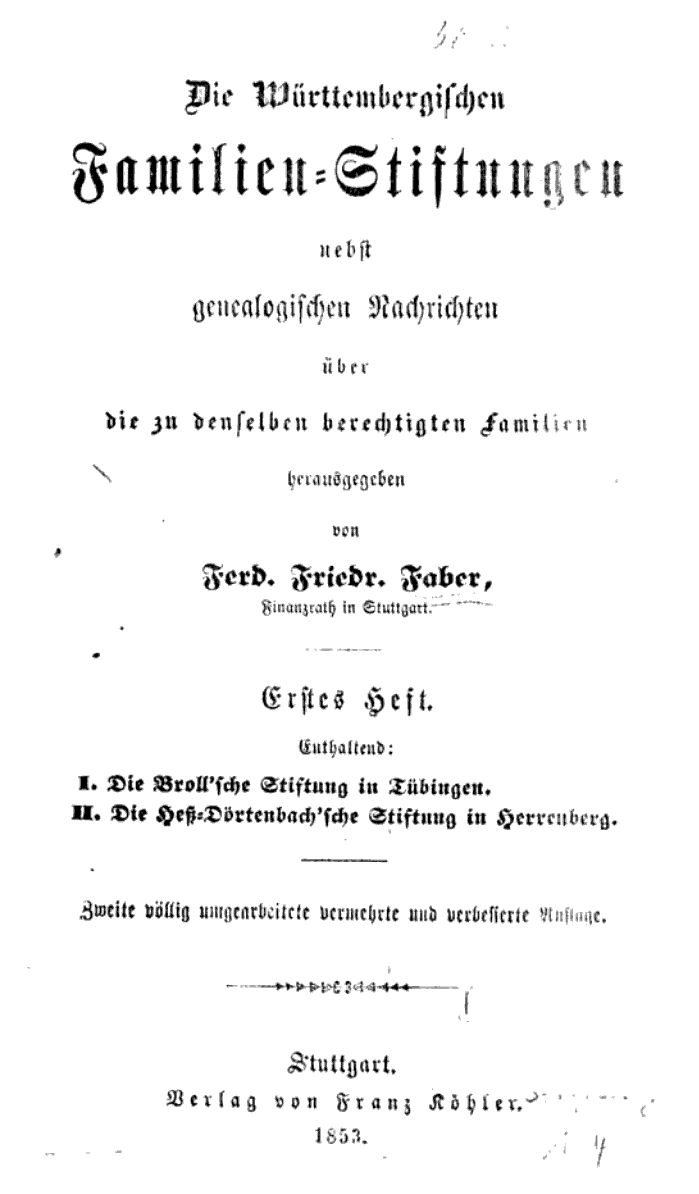
Das erste Heft Fabers, Stuttgart 1853.

Ferdinand Friedrich Faber (* 4. Dezember 1789 in Unterjesingen; † 28. Januar 1858 in Stuttgart) war ein württembergischer Finanzbeamter und Genealoge. Seine Bedeutung liegt in der Erforschung und Dokumentation der Verwandtschaftsbeziehungen und Abstammungslinien innerhalb der württembergischen Familienstiftungen. Diese werden später die „Faber‘schen“, sein Werk, „Stipendienfaber“ genannt, heute eine wichtige Quelle für die regionale Geschichtskunde.

## Familie
Als siebtes von neun Kindern wurde er in eine Familie des theologisch geprägten Bildungsbürgertums hineingeboren. Sein Großvater Johann Gottlieb Faber (1717–1779) war Theologe; sein Vater Immanuel Gottlieb Faber (1747–1814) war Pfarrer und seine Mutter, Regine Christiane Volz (1757–1811) war die Tochter eines Schulrektors.
Er heiratete zuerst 1815 die Tochter eines Amtspflegers (Steuerbeamter), Wilhelmine Luise Friederike Gmelin (1796–1819), mit er zwei Kinder hatte:
1. Heinrich (1816–1862)
2. Julie (1817–1890)

und nach deren Tod zum zweiten Mal 1822 die Kaufmannstochter Karoline Friederike Luise Ludwig (1797–1862), mit er der fünf Kinder hatte:
1. Wilhelmine (1823–1897)
2. August (1824–1896)
3. Luise (1826–1849)
4. Christiane Regine Anna (1828–1912)
5. Charlotte (1832–1934)

1857 gründete er mit seinen Geschwistern den immer noch aktiven Faber’schen Familienverein, um den Familienzusammenhalt zu fördern und hilfsbedürftige Familienmitglieder zu unterstützen. Die Vereinsmitglieder stammen ausschließlich von seinem Vater Immanuel Gottlieb ab.

## Der Steuerbeamte
„Er hatte zunächst die übliche Laufbahn des württembergischen Amtsschreibers jener Zeit durchgemacht.“ 1815 wurde er Stiftungs-Verwalter in Spaichingen, 1820 Verweser (Vertreter) des Stadtschreibers in Tübingen und 1824 Oberrevisor in Stuttgart. Dort zum Finanzrat ernannt, war er 1827–1851 „Staatsschuldenzahlungskassier(er)“. Er beantragte 1851 aus gesundheitlichen Gründen seine Pensionierung. Sie wurde bewilligt und er nutzte die gewonnene Zeit bis zu seinem Tod, um sein genealogisches Projekt weiter voranzutreiben.

## Der Genealoge
Er hatte schon 1836 mit den Forschungen begonnen und 1843 ein erstes Heft zu zwei Familienstiftungen, der „Broll‘schen“ und der „Heß-Dörtenbach‘schen“ herausgegeben.
Der Pensionär konnte von 1852 bis zu seinem Tod 24 Hefte zu insgesamt 105 Stiftungen herausgeben. Im Nachlass fanden sich weitere Stiftungsfamilien, von denen weitere 41 posthum bearbeitet und veröffentlicht wurden.
Sein Hauptinteresse galt den Stiftungen, die die Universität Tübingen verwaltete. Diese arbeitete mit ihm zusammen, denn „vielfach geschah die Austeilung der Stipendien auf Grund schematischer, mitunter völlig unbeglaubigter Stammtafeln, so daß grobe ... Ungerechtigkeiten an der Tagesordnung waren.“ Die Universität übertrug ihm schließlich die Forschungs- und Registerarbeit: „Der Verwaltungsausschuß der Universität Tübingen, mit dem F. sich in Verbindung setzte, hat in richtiger Erkenntnis der Bedeutung des Vorhabens für das gesamte Stiftungswesen die Verwaltungen der einzelnen Stiftungen veranlaßt, die Anlegung der erforderlichen Register Faber zu übertragen. Mit Bienenfleiß hat dieser nun im Laufe der Jahre die Stiftungsakten und Rechnungen durchforscht und aus Leichenreden, Kirchenbüchern usw. die fehlenden Daten festgestellt und ergänzt.“

## Die Faber'schen Familienstiftungen
Die Familienstiftungen waren seit Jahrhunderten ein soziales Unterstützungsprogramm für die Nachkommen der jeweiligen Stifter, insbesondere zu deren finanziellen Absicherung in der Ausbildungs- und Studienzeit. Um in den Genuss der Kapitalerträge einer Stiftung zu gelangen, musste die Abstammung vom Stifter nachgewiesen und beurkundet werden.
Die meisten Familienstiftungen und die Vergabe der Stiftungsstipendien wurden von der Universität Tübingen verwaltet und beaufsichtigt.
Nach Faber habe es zu seiner Zeit in Württemberg 300 Familienstiftungen mit einem Kapital von 2 Millionen Gulden gegeben. Dieser „reiche Schatz“ stehe aber nicht allen berechtigten Familienmitgliedern zur Verfügung, da sie mangels Kenntnis ihrer Abstammung ihre „Stipendien-Rechte“ nicht wahrnehmen könnten, „so daß Diejenigen, welche nicht schon durch Tradition ihre Stipendien-Rechte kennen, nur mit der größten Mühe diese Rechte ausfindig machen können, viele aber damit gar nicht bekannt werden; daher sich denn auch das Verlangen nach einer solchen Beschreibung besonders in neuerer Zeit oft recht lebendig ausgesprochen hat.“ Hier will Faber mit seiner Genealogie Abhilfe schaffen und Studierenden helfen, „daß Jeder, der seine Voreltern kennt (und diese sollte eigentlich Jeder kennen) leicht seine Stipendien-Rechte wird ausfindig machen können.“ Seine Genealogie sei ein „Wegweiser … um die Ansprüche bei den betreffenden Verwaltungsbehörden vorzubringen.“
Darüber hinaus verfolgte er den Zweck, „durch öffentliche Darstellung und Uebersicht der vorhandenen schönen Stiftungen etwas zu einem Denkmale für den frommen Sinn unserer Väter beizutragen.“ Das Projekt wurde auch deshalb vom „Königlichen Ministerium des Innern“ gefördert, und dieses teilte ihm mit, „demselben jede thunliche Förderung zukommen zu lassen.“
Die Familienstiftungen verloren zuerst durch die Inflation 1923, dann durch die Währungsreform 1948 den Großteil ihres Kapitals und damit auch ihre Bedeutung. Schließlich wurden sie aufgelöst und das Restkapital 1960 und 1962 in neue Tübinger Universitätsstiftungen überführt.

## Werke
- Ferdinand Friedrich Faber: Die württembergischen Familien-Stiftungen nebst genealogischen Nachrichten über die zu denselben berechtigten Familien, 24 Hefte, Verlag Franz Köhler, Stuttgart 1852–1858, Stiftung 1–105; Heft 1 mit den beiden ersten Stiftungen erschien in 1. Auflage 1843.
- Verein für Familienkunde in Baden-Württemberg: Nachträge zu Ferdinand Friedrichs Fabers Württembergischen Familien-Stiftungen, herausgegeben seit 1926 aus Fabers handschriftlichem Nachlass im Selbstverlag des Vereins; es sind die Stiftungen 106–147; der 11. und bisher letzte Nachtrag war die Stiftung 147, die Burkhardt-Bardili-Stiftung[20], bearbeitet von Günther Schweizer, Stuttgart 2014.[21]